# Fruchtsenfsauce

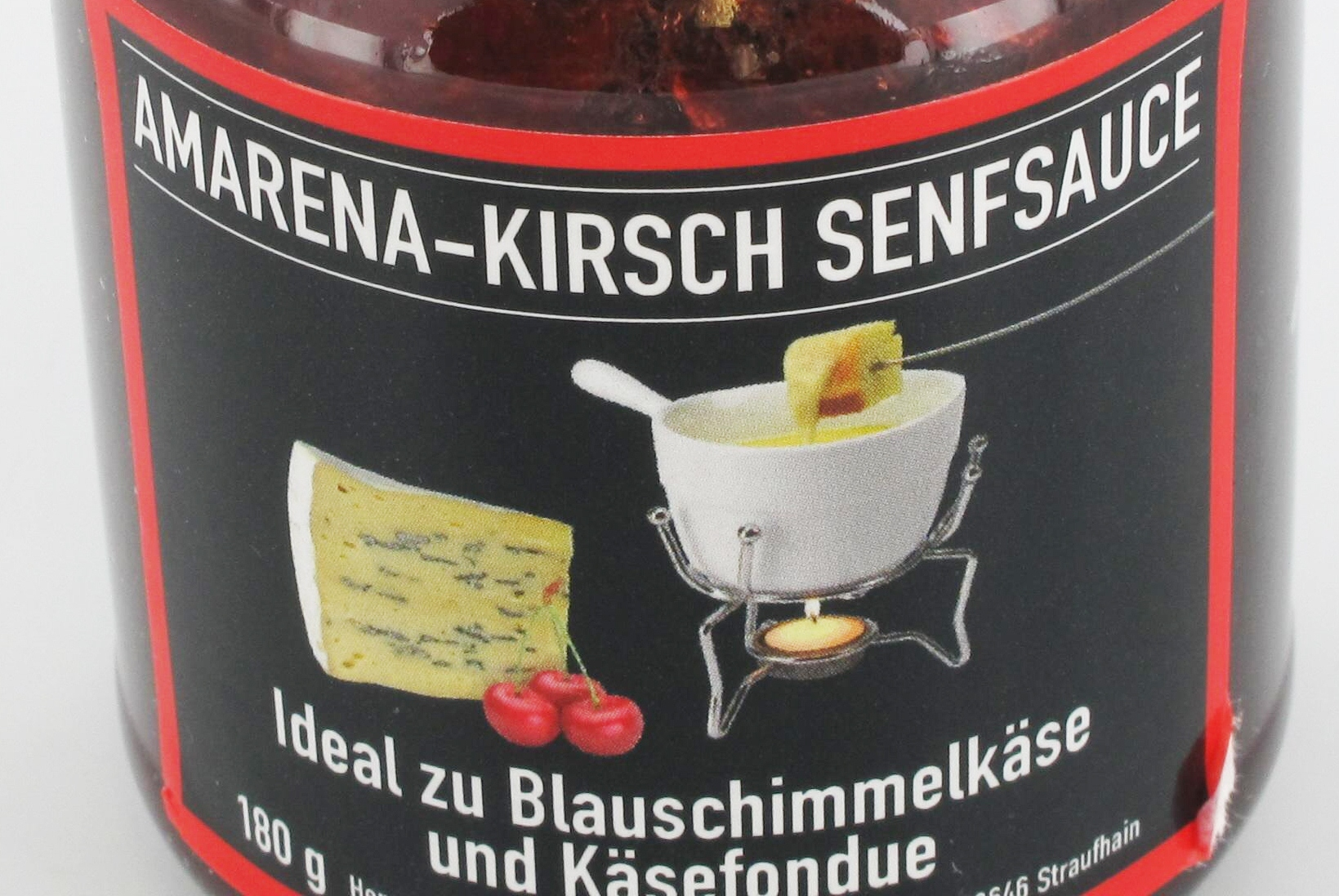
Fruchtsenfsauce

Fruchtsenfsaucen (ital. mostarda purée) sind Würzsaucen, die eine süße Geschmacksnote mit einer scharfen Note kombinieren und vor allem aus Früchten, Fruchtsäften, Zucker, Gewürzen und Senfaroma bestehen. Im Aussehen und in der Konsistenz ähneln sie Konfitüre, manchmal auch einem Gelee. Sie ergänzen herzhafte und süße Speisen.
In den 1960er Jahren wurde die Fruchtsenfsauce im Schweizer Kanton Tessin erstmals durch Wolfram Berge kreiert. Seitdem ist diese in vielen europäischen Ländern bekannt.
Basis für Fruchtsenfsaucen sind verschiedene Obstsorten wie Feigen, Äpfel, Birnen, Aprikosen, Orangen. Die Saucen heißen dann Feigensenfsauce, Apfelsenfsauce etc. Die Früchte werden je nach Hersteller kandiert, als Fruchtmus, stückig oder als Fruchtsaft eingesetzt.
Ähnlich wie bei den Senffrüchten entsteht die mehr oder weniger scharfe Note einer Fruchtsenfsauce durch die Zugabe von Senfaroma, zumeist in Form von Senföl (Gewürzessenz aus dem Senfkorn). Anders als eine Kombination von Senfpaste mit Früchten behält die Fruchtsenfsauce deshalb ihr konfitüre-/geleeähnliches Aussehen. Je nach Zuckeranteil und Herstellungsverfahren müssen Fruchtsenfsaucen gekühlt oder können ungekühlt aufbewahrt werden. Nach dem Öffnen sollte man das Glas sorgfältig verschließen, da Senföl flüchtig ist und die Schärfe sonst verloren ginge.
Fruchtsenfsaucen werden als Beigabe zu Käse, Eis, Fleisch und Fisch sowie zu Desserts serviert und eignen sich zum Dekorieren von Käseplatten und Speisen.